# Ernestas Galvanauskas
Ernestas Galvanauskas (ur. 20 listopada 1882 w Zizonys koło Poniewieża, zm. 24 lipca 1967 w Aix-les-Bains we Francji) – litewski polityk ludowy, wieloletni minister i szef rządu Litwy kowieńskiej, dyplomata, polityk litewskiej emigracji. 
Po uzyskaniu matury w 1902 roku studiował na petersburskim Instytucie Technicznym, który ukończył w 1908 roku. Kształcenie kontynuował w Liège w Belgii, gdzie specjalizował się w górnictwie oraz zdobył dyplom elektroinżyniera. 
Po wyjeździe z Belgii pracował w oddziale francuskiego banku w Serbii. 
Po 1905 roku znalazł się wśród założycieli litewskiej partii chłopskiej ("Lietuvos valstiečių sąjunga"), która wkrótce połączyła się z litewskimi liberałami ("Lietuvos demokratų partija"). W tym samym roku uczestniczył w tzw. sejmie wileńskim, który wyszedł z żądaniem powołania autonomicznej Litwy w ramach Rosji. 
Współpracował z dziennikiem "Vilniaus žinios" oraz tygodnikiem "Lietuvos ūkininkas".
W 1918 roku przebywał w Paryżu, gdzie znalazł się w gronie litewskich delegatów na konferencję paryską w 1918 roku. Był szefem litewskiego biura informacyjnego w Paryżu. 
7 października 1919 roku został powołany na urząd premiera Litwy jako następca Mykolasa Sleževičiusa, reprezentował litewskich demokratów. Przez kilka miesięcy pełnił również funkcję ministra finansów, handlu i przemysłu w swoim gabinecie - aż do jego rozwiązania 19 czerwca 1920 roku. Później to samo stanowisko powierzono mu w rządzie Kazysa Griniusa (do 2 lutego 1922), gdzie dodatkowo był ministrem transportu. 
W tym samym okresie sprawował mandat delegata Republiki Litewskiej do Ligi Narodów. 
2 lutego 1922 roku ponownie powołano go na urząd premiera, którym pozostał do 18 czerwca 1924 roku - jego następcą został Antanas Tumėnas. 29 września otrzymał również tekę ministra spraw zagranicznych. 
Po wyborach sejmowych z maja 1923 roku doszło do stworzenia koalicji Partii Chłopskiej z chadecją, która dysponowała 40 mandatami w 78-osobowym sejmie. 
Za jego rządów powołano Uniwersytet Witolda Wielkiego w Kownie. W dziedzinie polityki zagranicznej przejściowe trudności wywołała aneksja Kłajpedy przez Litwę 24 marca 1923 roku. 
Po 1924 roku reprezentował Litwę jako poseł w Londynie, przez swą działalność przyczynił się do uznania litewskiej okupacji Kłajpedy. 
W latach 1927–28 sprawował urząd szefa rady nadzorczej portu w Kłajpedzie, później (1934–39) stał na czele Instytutu Handlowego w mieście jako jego rektor. 
W listopadzie 1939 roku powołano go ponownie na urząd ministra finansów w rządzie Antanasa Merkysa, którym pozostał do czerwca 1940 roku. 
W 1941 roku był założycielem i przewodniczącym Litewskiego Komitetu Narodowego ("Lietuvos Tautinis Komitetas"). 
W 1944 roku opuścił Litwę i osiedlił się w Niemczech, gdzie zaangażował się w polityczne prace emigracji litewskiej (był m.in. członkiem Najwyższego Komitetu Wyzwolenia Litwy "Vyriausiasis Lietuvos išlaisvinimo komitetas"). 
Dwa lata później przeprowadził się na Madagaskar, wykładał na lokalnym uniwersytecie. Po 1963 roku przeniósł się do Francji, gdzie po kilku latach zmarł.

## Publikacje
- "Valstija ir mokesčiai", ("Państwo i podatki", 1909)
- "Lenkija ir Lietuva", ("Polska i Litwa", 1923)
- "Atsiminimai" (1925)